# Encinitas
Encinitas és una ciutat dels Estats Units a l'estat de Califòrnia. Segons el cens del 2010 tenia 65.171 habitants.

## Demografia
Segons el cens del 2000, Encinitas tenia 58.014 habitants, 22.830 habitatges, i 14.291 famílies. La densitat de població era de 1.172,1 habitants/km².
Dels 22.830 habitatges en un 31% hi vivien nens de menys de 18 anys, en un 50,1% hi vivien parelles casades, en un 8,8% dones solteres, i en un 37,4% no eren unitats familiars. En el 25,7% dels habitatges hi vivien persones soles el 6,9% de les quals corresponia a persones de 65 anys o més que vivien soles. El nombre mitjà de persones vivint en cada habitatge era de 2,52 i el nombre mitjà de persones que vivien en cada família era de 3,06.
Per edats la població es repartia de la següent manera: un 23,1% tenia menys de 18 anys, un 7,2% entre 18 i 24, un 33,4% entre 25 i 44, un 25,9% de 45 a 60 i un 10,4% 65 anys o més.
L'edat mediana era de 38 anys. Per cada 100 dones de 18 o més anys hi havia 96,3 homes.
La renda mediana per habitatge era de 63.954 $ i la renda mediana per família de 78.104 $. Els homes tenien una renda mediana de 51.132 $ mentre que les dones 38.606 $. La renda per capita de la població era de 34.336 $. Entorn del 3,8% de les famílies i el 7,3% de la població estaven per davall del llindar de pobresa.

## Poblacions més properes
El següent diagrama mostra les poblacions més properes.